# Pokémon 10 – Der Aufstieg von Darkrai
Pokémon 10 – Der Aufstieg von Darkrai ist ein japanischer Anime-Film, bei dem es sich um den zehnten der Filme zu der Pokémon-Serie handelt. Der Film wurde von OLM, Inc. produziert und ist Teil der Pokémon-Filmreihe, die auf der gleichnamigen Videospielserie basiert. Der Film wurde in Japan am 14. Juli 2007 veröffentlicht und später in anderen Ländern weltweit gezeigt.

## Handlung
Die Handlung des Films dreht sich um Ash Ketchum, den Protagonisten der Pokémon-Animeserie, und seine Freunde, die in die Stadt Alamos reisen. Alamos City ist bekannt für seinen Turm des Glücks, der den Wunsch eines jeden erfüllen soll. Dort treffen sie auf Darkrai, ein mysteriöses Pokémon, das in der Lage ist, Alpträume zu erzeugen.
Die Stadt gerät in einen Konflikt, als Dialga und Palkia, zwei legendäre Pokémon, in Alamos City aufeinandertreffen und einen epischen Kampf beginnen. Die Kollision der beiden Pokémon droht die Stadt zu zerstören und das Raum-Zeit-Gefüge zu stören. Ash und seine Freunde müssen alles tun, um die Stadt zu retten und das Gleichgewicht wiederherzustellen. Gleichzeitig müssen sie das Geheimnis von Darkrai lüften und seine wahren Absichten herausfinden.
Die Geschichte des Films thematisiert auch die Ideen von Freundschaft, Zusammenarbeit und dem Verständnis zwischen Menschen und Pokémon. Ash und seine Freunde lernen, dass Vorurteile überwunden werden können und dass es wichtig ist, anderen eine Chance zu geben.

## Veröffentlichung
Pokémon 10 – Der Aufstieg von Darkrai wurde in Japan am 14. Juli 2007 uraufgeführt und war ein kommerzieller Erfolg. Der Film wurde später weltweit veröffentlicht und in vielen Ländern gezeigt, darunter den Vereinigten Staaten, Kanada, Australien und verschiedenen europäischen Ländern. Er erreichte ein breites Publikum  aus Fans der Pokémon-Serie.

## Synchronisation
Die Synchronisation des Films wurde von dem Blackbird Music – Musik- und Filmsynchron Produktion GmbH erstellt. Dialogregie führte Ludwig Schultz. Das Dialogbuch schreib Gabi Buchmann-Isfort und Ludwig Schultz.
| Charakter             | Japanischer Sprecher (Seiyu) | Deutscher Sprecher  |
| --------------------- | ---------------------------- | ------------------- |
| Ash Ketchum / Satoshi | Rika Matsumoto               | Veronika Neugebauer |
| Pikachu / Pikachū     | Ikue Ohtani                  | Ikue Ohtani         |
| Rocko / Takeshi       | Yuuji Ueda                   | Marc Stachel        |
| Lucia / Hikari        | Megumi Toyoguchi             | Jana Schölermann    |
| Mauzi / Nyāsu         | Inuko Inuyama                | Gerhard Acktun      |
| James / Kojirō        | Shin'ichiro Miki             | Matthias Klie       |
| Jessie / Musashi      | Megumi Hayashibara           | Claudia Lössl       |
| Darkrai               | Kōji Ishizaka                | Jan Spitzer         |

## Rezeption
„Zehnter Kinofilm aus der stereoytpen Anime-Reihe um die Kampfmonster im ewig scheinenden Kampf gegen das Böse.“

Der Film erhielt positive Kritiken für seine Animation, die Action-Szenen und die Handlung, die als packend und emotional gelobt wurde.